# (34346) 2000 RJ1
2000 RJ1 (asteroide 34346) é um asteroide da cintura principal. Possui uma excentricidade de 0.04828300 e uma inclinação de 0.76356º.
Este asteroide foi descoberto no dia 1 de setembro de 2000 por LINEAR em Socorro.